# ابن أبي مليكة
أبو بكر عبد الله بن عبيد الله بن أبي مُلَيْكَة التيميّ (المتوفي سنة 117 هـ) تابعي، وأحد رواة الحديث النبوي، وقاضي الطائف في خلافة عبد الله بن الزبير.

## سيرته
ينتسب عبد الله بن عبيد الله بن أبي مليكة زهير بن عبد الله بن جدعان إلى بني تيم بن مرة أحد بطون قريش، وكنيته أبو بكر وقيل أبو محمد، وأمه ميمونة بنت الوليد بن أبي الحسين بن الحارث بن عامر بن نوفل بن عبد مناف. وُلد ابن أبي مليكة في خلافة علي بن أبي طالب أو قبلها، وكان بعينه حول، تولى قضاء الطائف في خلافة عبد الله بن الزبير، وقبلها كان مؤذّنه. وقد توفي ابن أبي مليكة سنة 117 هـ، بمكة، وعمره جاوز الثمانين، ولم يكن له عقب.

## روايته للحديث النبوي
- روى عن: عائشة بنت أبي بكر وأسماء بنت أبي بكر وأبي محذورة وعبد الله بن عباس وعبد الله بن عمرو بن العاص وعبد الله بن عمر بن الخطاب وعبد الله بن الزبير وعقبة بن الحارث والمسور بن مخرمة وأم سلمة وعبد الله بن جعفر بن أبي طالب وحميد بن عبد الرحمن بن عوف وذكوان مولى عائشة وعباد بن عبد الله بن الزبير وعبد الله بن السائب المخزومي وعبد الله بن مولة وعبيد بن أبي مريم المكي وعلقمة بن وقاص والقاسم بن محمد بن أبي بكر ويعلى بن مملك ويحيى بن حكيم بن صفوان بن أمية وجده أبي مليكة[2] وعبد الله بن أبي نهيك وعبد الرحمن بن السائب وعبد الرحمن بن صفوان وعبيد الله بن أبي يزيد وعروة بن الزبير وأسماء بنت عبد الرحمن بن أبي بكر.[1]
- روى عنه: عطاء بن أبي رباح وعمرو بن دينار وعبد العزيز بن رفيع وأيوب السختياني وحميد الطويل وحبيب بن الشهيد وابن جريج وأبو العميس وعمر بن سعيد بن أبي حسين وعثمان بن الأسود وعبد الواحد بن أيمن وحاتم بن أبي صغيرة وعبد الجبار بن الورد وزنفل العرفي وأبو هلال محمد بن سليم الراسبي ونافع بن عمر الجمحي والليث بن سعد وعبد الله بن لهيعة ويزيد بن إبراهيم التستري وأبو عامر صالح بن رستم الخزاز وعبد الله بن المؤمل وعبد الله بن يحيى التوأم وابن أخيه عبد الرحمن بن أبي بكر المليكي[2] وإسحاق بن عبيد الله بن أبي مليكة وإسماعيل بن رافع وإسماعيل بن عبد الملك بن أبي الصفيراء وجرير بن حازم وحريش بن الخريت والسائب بن عمر المخزومي وعبد الله بن عثمان بن خثيم وعبيد الله بن الأخنس وعثمان بن أبي سليمان وعثمان بن عبد الرحمن التيمي وعثمان بن أبي الكنات وعمران بن أنس المكي وليث بن أبي سليم ومالك بن الخطاب العنبري ومحمد بن سليمان بن مسموك وابنه يحيى بن عبد الله بن أبي مليكة وأبو التياح يزيد بن حميد الضبعي.[1]
- الجرح والتعديل: قال الذهبي: «كان عالمًا مفتيًا، صاحب حديث وإتقان»،[2] قال ابن سعد: «كان ثقة، كثير الحديث».[3] وقد وثقه أبو زرعة الرازي وأبو حاتم الرازي،[1][2] وقد روى له الجماعة.[1]